# Hans Hattesen
Hans Hattesen, danski rokometaš, * 12. maj 1958, København.
Leta 1980 je na poletnih olimpijskih igrah v Moskvi v sestavi danske rokometne reprezentance osvojil 9. mesto. Čez štiri leta je z reprezentanco osvojil četrto mesto.